# Janusz Datta
Janusz Grzegorz Datta (ur. w 1963) – polski profesor chemii specjalizujący się w chemii polimerów. Zatrudniony na stanowisku profesora w Katedrze Technologii Polimerów na Wydziale Chemicznym Politechniki Gdańskiej. Prodziekan ds. nauki Wydziału Chemicznego.

## Życiorys
W roku 1988 ukończył studia magisterskie na Wydziale Chemicznym PG w specjalności Analityka Techniczna i Przemysłowa. Od 1988 zatrudniony w Zakładzie, a następnie Katedrze Technologii Polimerów, którą łączył z pracą w przemyśle. W 1994 rozpoczął studia doktorskie przy Wydziale Chemicznym Politechniki Gdańskiej. Pracę doktorską pt. „Badania syntezy, budowy i właściwości oligo(alkilenoestro-etero)dioli”  wykonał pod kierunkiem prof. Adolfa Balasa i obronił ją w 2000 roku. W 2012 na podstawie rozprawy habilitacyjnej pt. „Glikoliza poliuretanów” uzyskał stopień doktora habilitowanego, a w 2018 uzyskał tytuł profesora nauk technicznych.
Prowadził prace dla przemysłu polskiego i zagranicznego (ponad 80 projektów). Kierownik zadań i główny wykonawca, wykonawca projektów konkursowych (KBN, NCBiR). Ekspert w NCBiR i NCN oraz Research and Innovation Comission. W roku 2016 dyrektor Narodowego Centrum Badań i Rozwoju powołał go na członka Komitetu Sterującego programu SYNChem. Wielokrotnie nagradzany na Targach technologicznych m.in. Brussels Innova, Technikon Innowacje. Ma na swoim koncie sprzedaż licencji patentowej oraz wdrożenie technologii. Odbył zagraniczne staże naukowe m.in. w Universidad de Castilla–La Mancha, Uniwersytecie Kraju Basków, Polytechnic Institute of Bragança, Uniwersytecie w Pizie, Uniwersytecie w Padwie, Institute of Macromolecular Chemistry, Akademii Nauk Republiki Czeskiej. Z ośrodkami tymi prowadzi aktywną współpracę naukową. Współredaktor w 2 książkach wydanych przez Springer. Od 2017 członek RN czasopisma Elastomery, a od 2019 członek kolegium redakcyjnego Journal of Renewable Materials. Od 2018 członek Rady Naukowej CMPW PAN w Zabrzu. Od 2018 członek zarządu Polskiego Towarzystwa Kalorymetrii i Analizy Termicznej.
Zainteresowania badawcze to m.in. chemia i technologia polimerów i gumy, fizykochemia polimerów, inżynieria materiałów polimerowych, przetwórstwo polimerów, przetwórstwo gumy, materiałoznawstwo, analiza termiczna, recykling polimerów i gumy. Aktualnie prowadzone badania dotyczą opracowania nowych bio-monomerów do poliuretanów, bio-poliuretanów izocyjanianowych i poliuretanów bezizocyjanianowych (NIPU), recyklingu chemicznego poliuretanów przy użyciu trioli, a także nowych funkcyjnych składników mieszanek gumowych. Autor 158 publikacji (w tym 90 w czasopismach z listy JCR), 105 doniesień na konferencjach zagranicznych i krajowych, 11 patentów oraz 31 opracowań/ekspertyz dla przemysłu (niepublikowanych). Jego artykuły cytowane były ponad 800 razy (2020), a jego indeks Hirscha wynosi 20. Wypromował 4 doktorów, promotor 2, opiekun 3. Recenzent w polskich i zagranicznych postępowaniach doktorskich.
Odznaczony Srebrnym Krzyżem Zasługi (2005), Medalem Komisji Edukacji Narodowej, wielokrotnie nagradzany za działalność naukową, dydaktyczną i organizacyjną przez Rektora PG.
Od października 2019 był prodziekanem ds. nauki Wydziału Chemicznego.